# Vitlökspress

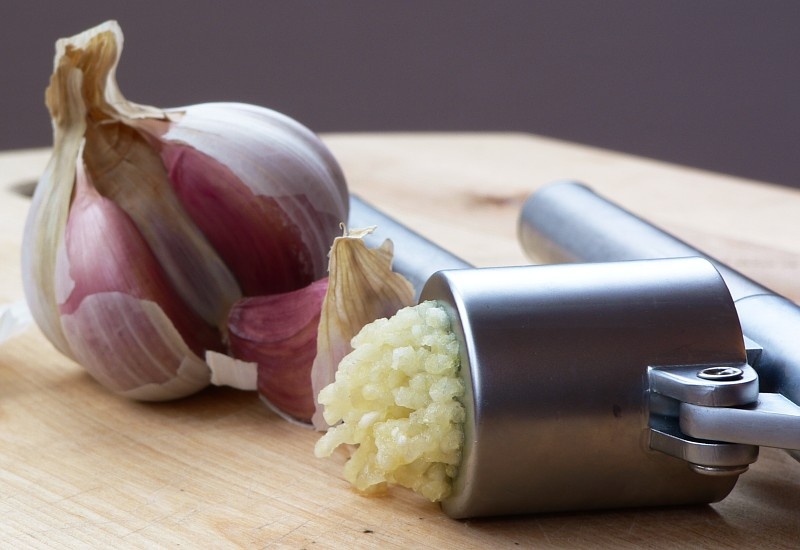
Vitlökspress.

Vitlökspress är ett köksredskap med vars hjälp det är möjligt att pressa delar av eller ibland en hel vitlök. Vitlökspressen kan vara svår att få helt ren efteråt. Alternativ till att pressa vitlöken, vilket är vanligt bland TV-kockar, är att hacka den eller riva den på exempelvis rivjärn.
Uppfinnaren av vitlökspressen var Karl Zysset, grundare till det schweiziska köksföretaget Zyliss. Han arbetade som cykelmekaniker och 1950 skapade han en vitlökspress av aluminium, som i handen påminde om handbromsen på en cykel. I samband med det grundade han företaget och gick över till köksredskap istället för cykeldelar. Han uppfann därefter andra köksredskap som salladsslungan och lökhackaren.

## Variationer
Det finns även variationer på vitlökspressen.
- Med en låda nertill som samlar upp den pressade vitlöken.
- En låda med ett knivgaller längst upp som används för att pressa vitlöken igenom. Det skapar väldigt små bitar vitlök på en gång.
- En så kallad "Garlic Twister" som är en kort, tvådelad cylinder. De två delarna roteras och hackar på så sätt upp vitlöken.